# Vernon Myman Lyman Kellogg

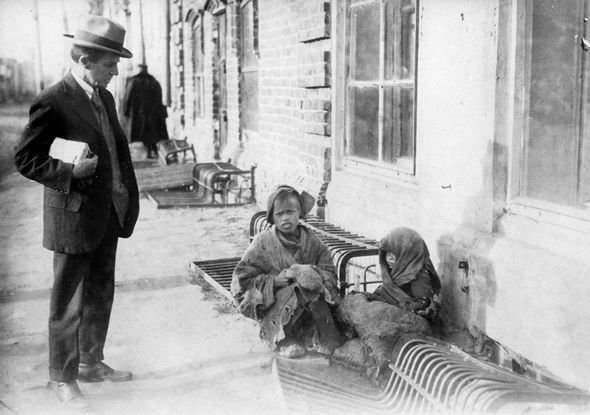
Vernon Kellogg numa rua de Moscou

Vernon Myman Lyman Kellogg  (Emporia, Kansas, 1 de dezembro de 1867 — Hartford, Connecticut, 8 de agosto de 1937)  foi um escritor, administrador e entomologista norte-americano.